# Hoggellula vallentini
Hoggellula vallentini is een hooiwagen uit de familie Gonyleptidae.